# جزر جنوب ناتونا

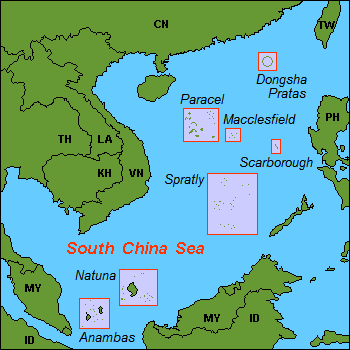
خريطة توضح موقع جزر ناتونا ضمن بحر الصين الجنوبي وبضمنها جزر جنوب ناتونا.

جزر جنوب ناتونا هو أرخبيل يقع قبالة الساحل الغربي لجزيرة بورنيو، وتقع في جنوب مجموعة جزر ناتونا في بحر الصين الجنوبي.
من الناحية الجغرافية تعتبر جزءً من أرخبيل توجوه، وإدارياً جزءً من مقاطعة جزر رياو في إندونيسيا. وينتشر هذا الأرخبيل على مدى مئات الكيلومترات.
من أهم الجزر :
- جزيرة سوبي الكبرى
- جزيرة سوبي الصغرى
- جزيرة باكاو
- جزيرة بانجانغ
- جزيرة سيراسان

ممر آبي (Api) يفصل مجموعة جزر جنوب ناتونا عن جزيرة بورنيو . مضيق سيلاسان يفصل مجموعة الجزر.

## وصلات خارجية
- الموقع الرسمي لجزر ناتونا
- وكالة استخبارات الجغرافية الوطنية (2005) "الساحل الشمالي الغربي لبورنيو وجزر توجوه" وجهات الإبحار: بورنيو وجاوة وسولاوسي ونوسا تنقارا ، وكالة الاستخبارات الجغرافية القومية الأمريكية .